# DUZ Magazin
Das DUZ – Magazin für Wissenschaft und Gesellschaft (ehem. duz – Deutsche Universitätszeitung) ist eine monatlich erscheinende Fachzeitschrift für Hochschulen, Wissenschaft, Politik und Gesellschaft. Die Publikation erscheint seit 1945 und wurde ab 2016 von der Berliner DUZ Verlags- und Medienhaus GmbH herausgegeben. Zum 1. Juli 2025 wurde die DUZ Verlags- und Medien GmbH mit der Eröffnung des Insolvenzverfahrens als Herausgeberin der DUZ-Medien aufgelöst. Die einstigen „Macherinnen“ arbeiten derzeit, mit starken Partnern, an einem Konzept eine „DUZ reloaded“ verwirklichen zu können.

## Geschichte

### Göttinger Universitätszeitung
1945 wurde mit dem Anspruch in eine „neue Zeit“ aufzubrechen, Humanität, Liberalität und Demokratie mehr Geltung zu verschaffen und sich mehr in den gesellschaftlichen und politischen Diskurs einzumischen, die Göttinger Universitätszeitung „GUZ“, als eine der ersten Zeitschriften in Deutschland überhaupt von Professoren, Dozenten und Studierenden gemeinsam gegründet und herausgegeben. Im Herbst 1949 wurde aus der „GUZ“ die Deutsche Universitätszeitung „DUZ“ (später „duz“). Sie war damals publizistisch ein Novum und hatte den Anspruch, vor allem in der akademischen Welt, die NS-Geschichte und Vorgeschichte über Göttingen hinaus, national, wie international aufrichtig zu bearbeiten. Sie behandelte „politische und hochschulpolitische Themen, Komplexe wie ‚Hochschulreform‘ und ‚studium generale‘, daneben auch wissenschaftstheoretische, soziologische und literarische Fragen und studentische Diskussionen mit wachsender Präzision und seltener Schärfe.“ Die frühe GUZ und DUZ galt, „besonders im Ausland, als eine der bedeutendsten Stimmen des akademischen Deutschland“.

### Deutsche Universitätszeitung
1950 zog die Redaktion von Göttingen nach Bonn-Bad Godesberg. Die duz wurde zunehmend zu einer Zeitschrift speziell für Wissenschaftler. In den 1950er Jahren berichtete das Magazin hauptsächlich über wissenschaftspolitische Themen und war zeitweise das offizielle Mitteilungsblatt der Deutschen Forschungsgemeinschaft (DFG). 1964 kaufte Josef Raabe die duz und leitete fortan die Redaktion. Josef Raabe hatte 1948 bereits den Hochschul-Dienst „HD“ gegründet und belieferte mit diesem Universitäten, Ministerien, Verwaltungen, Verbände und Verlage. 1969 verschmolz die duz mit dem HD. Das neue Magazin erschien nun alle 14 Tage. 1979 verkaufte Josef Raabe die duz an den Ernst Klett Verlag. In den 80er Jahren wurde die duz Teil eines Wissenschaftsverlages innerhalb der RAABE-Verlagsgruppe, welche wiederum zur Klett-Gruppe gehört. Im Jahr 2000 wurde der Sitz der Redaktion nach Berlin verlegt.
Seit Januar 2016 erscheint die duz unter dem Dach der DUZ Verlags- und Medienhaus GmbH – einem neuen Verlagshaus, das aus der Berliner Niederlassung der Dr. Josef Raabe Verlags-GmbH hervorging und einen Teil der Fachmedien des Vorgängerverlags weiterführt.

### DUZ – Magazin für Wissenschaft und Gesellschaft
2019 folgte Neukonzeption und Relaunch der DUZ durch Redaktionsleiterin Angelika Fritsche. Aus der Deutschen Universitätszeitung wurde das DUZ – Magazin für Wissenschaft und Gesellschaft. Mit der Neukonzeption kehrte die DUZ zu ihren Wurzeln zurück. Als Plattform für Reflexion und Austausch will sie sich einmischen in den gesellschaftlichen und politischen Diskurs von Wissenschaft und Gesellschaft.

## Inhalte
Regelmäßige Schwerpunkte des DUZ Magazins bilden die Themen Politik und Gesellschaft, Forschung und Innovation, Studium und Lehre sowie Kommunikation und Transparenz. Der Stellenmarkt veröffentlicht Stellenausschreibungen im akademischen Kontext. Das Magazin wird dabei von verschiedenen Sonderteilen ergänzt: In Zusammenarbeit mit dem Boston College für International Higher Education gibt der Verlag die vierteljährliche Publikation International Higher Education heraus, die zu Internationalisierung des Hochschulwesens informiert. Auszüge dieses englischsprachigen Journals erscheinen als Sonderteil im DUZ Magazin. Gemeinsam mit dem CHE Centrum für Hochschulentwicklung erscheint ferner der Sonderteil PRAXIS spotlight international, der good-practice Beispiele aufzeigt und deren Umsetzung im deutschen Wissenschafts- und Hochschulsystem prüft.
Parallel zum DUZ Magazin erscheint zehnmal im Jahr die Nebenausgabe DUZ Wissenschaft & Management. Das Journal beleuchtet die Themen und Handlungsfelder eines modernen Wissenschaftsmanagements und ist an die Leitungsebene, Wissenschaftsmanager/-innen und Führungskräfte in Wissenschaft und Verwaltung gerichtet.
In Zusammenarbeit mit der Hochschulallianz für den Mittelstand gibt der Verlag seit 2022 das Fachjournal Transfer & Innovation – Wissenschaft wirksam machen heraus.
Als Beilage zum DUZ Magazin erscheint das Corporate-Publishing-Produkt DUZ Special. Das DUZ Special ermöglicht Hochschulen, Forschungseinrichtungen, Organisationen und Institutionen im wissenschaftlichen Kontext, sich selbst oder bestimmte Projekte und Veranstaltungen vorzustellen.

## Auszeichnungen
- 2010 – Goethe Medienpreis für den Artikel von Christine Prußky: „Das Millionenspiel“
- 2014 – Goethe Medienpreis für den Artikel von Bernd Kramer: „Wahrheiten wie bestellt“
- 2015 – Karl Theodor Vogel Preis für den Artikel von Christine Prußky: „Sagen Sie jetzt nichts“[11]
- 2019 – DUZ wird beste „Fachzeitschrift des Jahres“ der Deutschen Fachpresse durch Angelika Fritsche als Redaktionsleiterin der DUZ[12]